# V vesolju
V vesolju je album v živo Delavske godbe Trbovlje, ki je izšel leta 2001 v samozaložbi. Album vsebuje skladbe, ki jih je Delavska godba Trbovlje izvedla 21. julija 2001 na 14. svetovnem prvenstvu pihalnih orkestrov v Kerkradeju na Nizozemskem pod umetniškim vodstvom prof. Alojza Zupana.

## Seznam skladb
| Št.             | Naslov                                                        | Glasba             | Priredba        | Dolžina |
| --------------- | ------------------------------------------------------------- | ------------------ | --------------- | ------- |
| 1.              | „A Night on Culbin Sands‟                                     | Alexander Comitas  |                 | 10:34   |
| 2.              | „Introduction, Theme and Variations for Bb Clarinet and Band‟ | Gioacchino Rossini | Ralph Hermann   | 12:45   |
| 3.              | „Symphony in B Flat‟                                          | Paul Hindemith     |                 | 16:47   |
| 4.              | „Godba gre v vesolje‟                                         | Rok Golob          |                 | 15:39   |
| Skupna dolžina: | Skupna dolžina:                                               | Skupna dolžina:    | Skupna dolžina: | 55:48   |

Solist: Jože Kotar pri skladbi »Introduction, Theme and Variations for Bb Clarinet and Band«
 Dirigent: prof. Alojz Zupan